# Henrik Ehrsson
Henrik Ehrsson é um cientista da neurociência. Seus estudos focam-se no estudo de ilusões cerebrais associadas a alucinações, destacando-se os estudos sobre experiência fora-de-corpo, Experiência de quase-morte e vários outros ramos da neurociência.
Henrik Ehrsson publica artigos pela UCL (University College London) e Departamento de Neurociências Clínicas do Instituto Karolinska, em Estocolmo (Suécia).

## Ilusões de Pinocchio
Em artigo de 2005, publicado no jornal Public Library of Science Biology, Henrik Ehrsson, descreveu a ilusão de ser gordo ou magro. Essa ilusão sobre o próprio corpo explicaria a anorexia, onde a ilusão de ser gordo poderia culminar com uma magreza extrema. Tal ilusão foi referenciada como "Ilusão de Pinocchio". O estudo de Ehrsson a fim de compreender a ilusão sobre a própria imagem de ser gordo ou magro foi importante para a compreensão da anorexia.

## Experiências fora-do-corpo
Segundo Ehrsson, as experiências de fora-do-corpo são associadas a transtornos mentais, ao uso de drogas e experiências de quase-morte, associando-as a alucinações. Em estudo conduzido por Ehrsson em 2007, através de óculos de visão estereoscópica em 3D, voluntários saudáveis experimentaram experiências de fora-do-corpo através de ilusão dos sentidos óticos. Novamente os estudos de Ehrsson a fim de compreender as experiências de fora-do-corpo tornam-se relevantes para o estudo da epilepsia e da quase-morte, abrangendo uma gama mais ampla de interpretações.

## Artigos publicados
- Neural Substrate of Body Size: Illusory Feeling of Shrinking of the Waist. (2005). Ehrsson HH, Kito T, Sadato N, Passingham RE, Naito E PLoS Biology Vol. 3, No. 12, e412 doi:10.1371/journal.pbio.0030412
- Holding an object: neural activity associated with fingertip force adjustments to external perturbations. H Henrik Ehrsson, Anders Fagergren, Gustav O Ehrsson, Hans Forssberg. J Neurophysiol. 2006 Aug 16; : 16914607
- Effector-independent voluntary timing: behavioural and neuroimaging evidence. Sara L Bengtsson, H Henrik Ehrsson, Hans Forssberg, Fredrik Ullén. Eur J Neurosci. 2005 Dec ;22 (12):3255-65 16367791
- Brain regions controlling nonsynergistic versus synergistic movement of the digits: a functional magnetic resonance imaging study. H Henrik Ehrsson, Johann P Kuhtz-Buschbeck, Hans Forssberg. J Neurosci. 2002 Jun 15;22 (12):5074-80 12077202
- The experimental induction of out-of-body experiences. H Henrik Ehrsson. Science. 2007 Aug 24;317 (5841):1048 17717177